# Edward Dean Adams
Edward Dean Adams (9 avril 1846 - 20 mai 1931) était un homme d'affaires, banquier, courtier en énergie et numismate américain. Il a été président de Niagara Falls Hydraulic Power and Manufacturing Company, société qui a construisit les premières centrales hydroélectriques à Niagara Falls, dans l'État de New York, aux États-Unis. L'Adams Power Plant Transformer House porte son nom. Il a «remporté un franc succès dans le domaine des réorganisations d’entreprises». Adams est apparu sur la couverture du magazine TIME le 27 mai 1929.
Il avait également de grands intérêts culturels, y compris la numismatique.

## Carrière
Né à Boston en 1846, il a obtenu un baccalauréat en sciences de l’Université de Norwich. Il est devenu élève de la seconde classe au Massachusetts Institute of Technology. Pendant ses études, il a travaillé comme comptable pour T.J. Lee & Hill Stock Brokers et est finalement devenu partenaire de l'exclusif Winslow, Lanier & Co. (en) à New York (Jonnes, 2003). Avec une solide formation en ingénierie et en finance, il s'est fait un nom dans la réorganisation de chemins de fer en faillite (Carlson, 2006). Il était un banquier d’investissement respecté et un bras droit de J.P. Morgan.

## International Niagara Commission de 1891

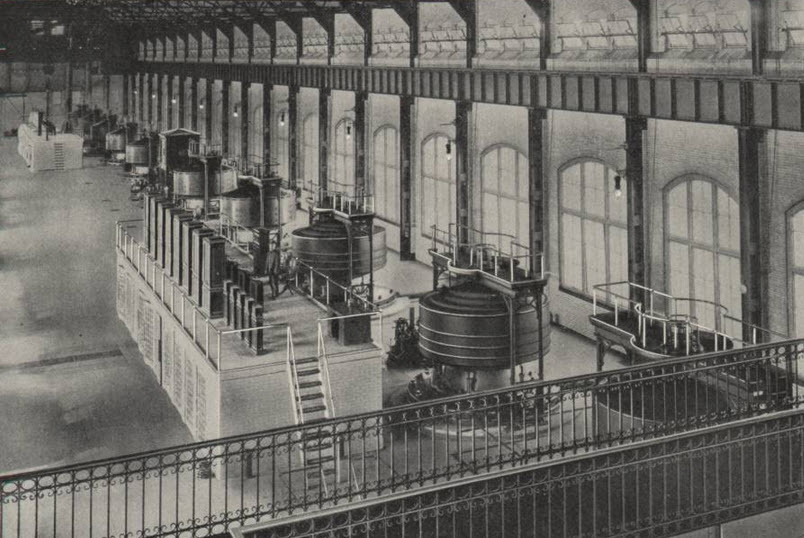
Dix générateurs de 5000 horsepower Westinghouse à l'Edward Dean Adams Power Plant à Niagara Falls, la première grande centrale électrique à courant alternatif à grande échelle au monde, construite en 1895.

En 1891, Edward Dean Adams, président de la société de la Cataract Construction Company, réunit une équipe d'experts pour choisir le meilleur moyen d'exploiter l'énergie mécanique de la rivière Niagara à des fins industrielles. Surnommée International Niagara Commission (Commission internationale du Niagara), elle devait annoncer le gagnant d'un concours d'ingénierie visant à générer et à transmettre de l'électricité de Niagara Falls, État de New York jusqu'à Buffalo, distante de 30 km. Personne n’avait jamais réalisé une transmission de puissance à une échelle commerciale sur une si grande distance. Cette commission est dirigée par Lord Kelvin. Les commissaires offrent un prix de 100 000 $ pour celui qui trouverait solution au problème. La commission reçoit dix-sept communications d'experts du monde entier, qui sont toutes rejetées. Les systèmes allaient d'un système utilisant la pression pneumatique, à un système nécessitant des cordes, des ressorts et des poulies. Certains proposent de transmettre de l’électricité en courant continu, dont une est approuvée par Thomas Edison. Lord Kelvin avait été opposé au courant alternatif comme Edison jusqu'à sa participation à l'Exposition universelle de 1893 à Chicago où Tesla avait fait la démonstration du courant alternatif. Kelvin désormais acquis au courant alternatif a finalement demandé à Westinghouse d’amener le courant alternatif dans l'exploitation hydroélectrique des chutes du Niagara.

## Association avec le Metropolitan Museum of Art
Adams a été administrateur du Metropolitan Museum of Art pendant près de 40 ans et a exercé diverses fonctions. Il était membre et trésorier du comité spécial pour l'acquisition de moulages et de reproductions; Président du Comité des finances (1905-1920) et membre de divers comités, notamment du Comité exécutif (Executive Committee) (1910-1931), du Comité de la construction (Building Committee), du Comité du travail éducatif (Committee on Educational Work), du Comité des impressions (Committee on Prints) et du Comité de la bibliothèque (Library Committee).
Il a également fait de nombreux cadeaux au musée, y compris une collection de reproductions des plus remarquables bronzes d'Herculanum, au Musée archéologique national de Naples; une collection de photographies d'architecture et d'ornement de la Renaissance, ainsi que de sculptures, médailles et de nombreuses autres œuvres de la Renaissance et du baroque. Il fut élu bienfaiteur du musée en 1909.

## Numismate
Adams était actif dans l'American Numismatic Society, où il était membre du conseil et de nombreux comités impliqués dans la publication du Society's medals. Il a fait don de médailles japonaises au Metropolitan Museum of Art en 1906.